# شهرستان تونیکا (میسیسیپی)
|  |  |  |
|  |  |  |

شهرستان تونیکا در شمال ایالت میسیسیپی، واقع در ایالات متحده آمریکا می‌باشد. جمعیت این شهرستان ۱۰٬۷۷۸ نفر (سال ۲۰۱۰) و وسعت آن ۱٬۲۴۶ کیلومتر مربع است. مرکز این شهرستان شهر تونیکا می‌باشد.